# António de Almeida Soares Portugal
António de Almeida Soares Portugal ou António de Almeida Soares Portugal de Alarcão Leça e Melo (Portugal, em 4 de novembro de 1699 - Bahia, Brasil, 4 de Junho de 1760) foi o 1º Marquês do Lavradio, 1.º Conde do título e 4.º Conde de Avintes.
Foi o 8.º vice-rei do Brasil, de 1749 a 1753, 44.º Capitão-general e governador de Angola.
Foi capitão e depois coronel de infantaria do Regimento de Elvas. Igualmente Coronel do regimento de infantaria da corte.
D. João V de Portugal, em atenção aos serviços prestados pelo tio, 1.º patriarca de Lisboa D. Tomás de Almeida, lhe fez mercê do senhorio da vila do Lavradio de juro e herdade, e da comenda de São Pedro de Castelões na Ordem de Cristo. 
Foi ainda comendador de Santa Maria de Lamas e São Martinho de Lordosa na mesma Ordem.
O mesmo rei concedeu-lhe ainda o título de 1.º conde do Lavradio em 12 de Janeiro de 1714, de que se passou carta a 17 de Julho de 1725. O título pertencera a Luís de Mendonça Furtado e Albuquerque, vice-rei da Índia morto sem geração, consequentemente vago para a Coroa.
Em 1749 foi nomeado governador capitão-general de Angola, sucedendo a João Jacques de Magalhães, até 1754, em que foi substituído por António Alvares da Cunha.
Ali procedeu de modo um pouco tirânico e "mão férrea", havendo sobre o assunto uma famosa carta de Alexandre de Gusmão em 21 de março de 1747.
Construiu em  1750 o novo edifício do Trem, em 1752 foram criados os regimentos de milícias; e destruiu quadrilhas de salteadores que devastavam a província. Conservou-se no governo até 1754, ano em que foi substitui-lo António Alvares da Cunha.
De regresso ao Reino, foi nomeado coronel de Infantaria na Corte, mais tarde governador de Elvas e, em 1757, foi promovido a sargento-mor de batalha.
Durante esse tempo o rei D. José I de Portugal, por decreto de 18 de Outubro de 1753, elevou-o a marquês de Lavradio concedendo lhe a mercê duma vida em todos os bens da coroa e ordens, com outras mercês, de que tirou carta, passada em 17 de julho de 1753.
Mais tarde o Marquês de Pombal, ministro de El-rei D. José I de Portugal, tinha-lhe em grande consideração por seu espírito reformador, e o nomeou em 1760 vice-rei do Brasil para substituir o conde dos Arcos, que durante cinco anos governara a opulenta colónia.
Partiu para a Bahia, sede da colónia, e ali chegou em janeiro de 1760, mas faleceu pouco depois de tomar posse do seu novo cargo.

## Heráldica
Brasão de armas do conde de Avintes:
- um escudo, em campo vermelho seis besantes de ouro entre uma cruz dobre e bordadura do mesmo metal, timbre, uma águia besantada de nove besantes, sendo três no peito e três em cada asa.

## Dados genealógicos
Esta nobre família dos condes e marqueses de Lavradio, assim como a do Conde de Avintes e conde de Assumar, depois marquês de Alorna, teve princípio em Paio Guterres, cavaleiro do tempo de D. Sancho I de Portugal que, que por ter tomado aos mouros a praça de Almeida, ficou conhecido pelo nome de Almeidão; antepassado de D. Francisco de Almeida, 1º vice-rei da Índia.
Filho de:
- D. Luís de Almeida Soares Portugal chamado ainda Luís de Almeida Portugal, 3º Conde de Avintes, e de sua esposa e prima, D. Joana Josefa Antónia de Lima[1].

Casou a 9 de Outubro de 1726 com:
- D. Francisca das Chagas Mascarenhas, morta de parto em Março de 1733, filha de D. Martinho de Mascarenhas, 3.º marquês de Gouveia, mordomo-mor de D. João V, e de sua mulher D. Inácia de Távora[1], e irmã de D. José de Mascarenhas e Lancastre, 8º duque de Aveiro.

Tiveram os seguintes filhos:
1. D. Mariana de Almeida
2. D. Joana de Almeida nascida em 30 de agosto de 1730, freira na Luz.
3. D. Luis de Almeida Soares Portugal ou Luís de Almeida Portugal Soares de Alarcão d'Eça e Melo Silva Mascarenhas, ou Luís de Almeida Portugal e Mascarenhas, ou ainda Luís de Almeida Portugal Soares de Alarcão Eça e Melo, nasceu em 27 de junho de 1729-2 de maio de 1790) , 5º Conde de Avintes e 2º Marquês do Lavradio,  11º vice-Rei do Brasil, o 2º  que governou a colônia depois que a sede se transferiu para o Rio.
4. D. Maria Ana Teresa da Cunha
5. D. Inácia Rosa de Távora
6. D. Martinho Lourenço de Almeida Portugal, nascido em 1.º de outubro de 1731, cônego na Sé patriarcal.